# Memoirs of the American Academy of Arts and Science
Memoirs of the American Academy of Arts and Science (abreviado Mem. Amer. Acad. Arts) es una revista ilustrada y con descripciones botánicas que fue editada por la Academia Estadounidense de las Artes y las Ciencias de los Estados Unidos. Comenzó su publicación en el año 1785, publicando cuatro volúmenes hasta el año 1821. En el año 1833 reinició su publicación con el nombre de Memoirs of the American Academy of Arts and Science, new series (abreviado Mem. Amer. Acad. Arts, n.s..